# Malkinola insulanus
Malkinola insulanus är en spindelart som först beskrevs av Alfred Frank Millidge 1991.  Malkinola insulanus ingår i släktet Malkinola och familjen täckvävarspindlar.
Artens utbredningsområde är Juan Fernández-öarna. Inga underarter finns listade i Catalogue of Life.